# Phaedrotes viaca
Phaedrotes viaca är en fjärilsart som beskrevs av Edwards 1871. Phaedrotes viaca ingår i släktet Phaedrotes och familjen juvelvingar. Inga underarter finns listade i Catalogue of Life.